# Роберт Мугабе
Роберт Габрієль Мугабе (англ. Robert Gabriel Mugabe; 21 лютого 1924 — 6 вересня 2019) — прем'єр-міністр Зімбабве з 1980 і президент з 1987 по 21 листопада 2017. Засновник лівонаціоналістичного (маоїстського) партизанського руху Африканський Національний Союз Зімбабве (ЗАНУ) (1963).
Католик, вчився в єзуїтській школі. За освітою вчитель (ступінь бакалавра).
Після приходу до влади встановив однопартійну диктатуру. Відомий гоніннями на «білих фермерів» (2001) і критикою на адресу США. В політиці заявляв прихильність соціалізму через відмову від ринкової економіки по програмі МВФ, виступав прибічником націоналізації промисловості і концепції «жорстких цін» на життєво-необхідні товари, що зрештою призводило лише до найвищої у світі інфляції, яка подеколи обчислювалась шестизначними числами.
Мугабе відомий своєю ексцентричністю і нестриманістю у висловлюваннях. Так, розвинуті країни Заходу він традиційно називав «великими братами», а президента США Джорджа Буша — «сучасним Гітлером».

## Життєпис

### Навчання
Роберт Габріель Мугабе народився 21 лютого 1924 року в британській колонії Південна Родезія в сім'ї емігранта з Малаві. За етнічним походженням належить до народності шона. Початкову освіту отримав у місцевій католицькій школі, закінчивши яку в 1942 році він кілька років викладав у початкових класах. У 1949—1951 роках пройшов курс навчання в південноафриканському університеті для чорних Форт Харе та отримав ступінь бакалавра мистецтв. Потім повернувся додому та продовжив вчительську кар'єру. У 1958 році Муґабе уклав контракт з коледжем Святої Марії в місті Такораді (Гана) та пропрацював там два роки.

### Політична діяльність
1960 року під час відпустки на батьківщину познайомився з активістами підпільного визвольного руху та вступив в Національну демократичну партію (НДП; National Democratic Party, NDP).
У жовтні 1960 року Мугабе вибраний секретарем зі зв'язку з громадськістю НДП, а в 1961—1963 роках займав аналогічну посаду в заміненому НДП Союзі африканського народу Зімбабве (ЗАПУ; Zimbabwe African People's Union, ZAPU). У 1963 році на фоні конфлікту з лідером ЗАПУ Джошуа Нкомо (Joshua Nkomo) Мугабе створив нову партію — Африканський національний союз Зімбабве (ЗАНУ; Zimbabwe African National Union, ZANU) та став її генеральним секретарем при президенті Ндабанінгі Сітоле (Ndabaningi Sithole).
У 1963—1974 роках перебував в тюрмі Харарі. Звільнившись втік до Мозамбіку. Восени 1976 року очолювана ним партія об'єдналась з ЗАПУ в «Патріотичний фронт». Тоді ж він був обраний президентом ЗАНУ.
У другій половині 1970-х років Мугабе брав участь у декількох міжнародних конференціях, присвячених врегулюванню ситуації в Південній Родезії, головною з яких стала зустріч між представниками британського уряду та лідерами повстанців у Ланкастер-Хаус у вересні-грудні 1979 року. Її результатом став «Ланкастерський договір» про зупинення вогню та проведення парламентських виборів з участю раніш заборонених ЗАНУ та ЗАПУ.
На виборах в лютому 1980 року очолювана партія Мугабе отримала 63 проценти виборців та сформувала більшість у Палаті зібрань. 18 квітня була проголошена незалежність країни, з цього часу вона стала називатися Зімбабве. Мугабе очолив коаліційний уряд, що складався головним чином з членів ЗАНУ та ЗАПУ, а посаду президента отримав Канаан Банана.

### На чолі держави
Канаан Банана обіймав посаду президента з 1980 по 1987 рік і потім був звинувачений в сексуальному насильстві та мужолозтві. Сам Банана заперечував ці звинувачення, вважаючи їх політично мотивованими, проте був визнаний винним і засуджений до десяти років в'язниці. У листопаді 1987 року парламент Зімбабве прийняв поправку до Конституції, скасовував посаду прем'єра і передавав всю владу президентові.
У травні 2000 року Роберт Мугабе своїм указом дозволив експропріацію земель білих фермерів, пояснивши це боротьбою з колоніалізмом. Почався так званий чорний перерозподіл. Під реквізицію потрапила 3041 ферма загальною площею 5 млн га, при цьому було вбито 60 білих фермерів, більшість колишніх землевласників виїхали з країни. Роботу втратили 835 тисяч місцевих жителів, підприємства стали закриватися. У Зімбабве різко впало виробництво: 2001 року спад в обробній промисловості склав 10,1 %. ВВП з $7,4 млрд в 2000-му знизився до $3,4 млрд в 2005-му.
20ку році МВФ призупинив фінансову підтримку Зімбабве, а Євросоюз ввів санкції проти уряду Мугабе. У країну припинено надходження іноземних інвестицій. Спроби регулювати економіку за допомогою військових і заморожування цін привели до гіперінфляції: до початку 2008 року вона склала 100,58 тисяч відсотків, в січні 2009 року досягла 321 млн відсотків. Була введена в обіг купюра в 100 трильйонів зімбабвійських доларів (максимальний номінал, випущений в країні).
2005 року в Зімбабве стартував проект з ліквідації нетрів. Згідно з доповіддю ООН, за рік 700 тисяч людей залишилися без даху над головою. Основним мотивом позбавлення від нетрів називається бажання Мугабе помститися їх жителям за підтримку опозиціонерів.

### Переворот 2017 року
14 листопада, після того, як Мугабе відправив у відставку Еммерсона Мнангагва, котрий вважався ймовірним наступником голови держави, армійські підрозділи перекрили основні магістралі країни. 15 листопада в Хараре було захоплено будинок держтелерадіокомпанії ZBC. Також агентство Рейтер повідомило про затримання Ігнаціуса Чомбо, одного з лідерів партії Зімбабвійського африканського національного союзу. Доля Мугабе станом на 15 листопада залишалася невідомою, при цьому генерал-майор Сібусісо Мойо стверджував, що це не переворот, а «взяття ситуації під контроль, направлене проти „злочинців“, котрі оточують чинного голову держави». На тлі загрози імпічменту Мугабе подав у відставку 21 листопада 2017 року. За повідомленнями медіа, умовами його формально добровільної відставки були недоторканність особисто Мугабе і його сім'ї, гарантії захисту його бізнесу, а також виплата Роберту Мугабе 10 мільйонів американських доларів. Через кілька місяців Мугабе публічно оголосив, що його відставка не була добровільною і що він повинен повернутися до влади. Однак наразі Мугабе не бере активної участі в політичному житті Зімбабве.

### Особисте життя
Був двічі одружений. Мав троє дітей.
Помер 6 вересня 2019 року у віці 95 років після тривалої хвороби, кілька місяців лікувався в Сінгапурі. Мугабе був президентом 37 років, за що його назвали «найстарішим диктатором в світі». По його смерті президент Зімбабве Еммерсон Мнангагва проголосив померлого «національним героєм». Про це він заявив у п'ятницю, 6 вересня, у телезверненні до країни.

## Цікаві факти
У серпні 2016 року Мугабе доручив генеральному комісару поліції країни заарештувати всіх членів олімпійської команди Зімбабве відразу після прибуття їх до аеропорту Хараре. Причиною такого рішення стало те, що спортсмени Зімбабве не отримали жодної нагороди на Олімпійських іграх 2016 року.